# 华新股份
深圳市华新股份有限公司，证券简称：*ST华新、证券代码：000010，曾用简称：深华新、深华新A、ST深华新。公司总股本1.47亿股（2006年2季度），总部位于中国深圳市福田区振兴路华美大厦西座五楼，现任董事长为严立虎，总经理空缺。

## 历史沿革
公司成立于1988年12月，1989年5月经批准公开发行股票。1995年10月27日股票在深圳证券交易所上市，上市首日股价收盘于14.08元。2006年5月9日，因为最近两个会计年度的净利润(审计后)均为负值，公司股票被ST处理。

## 股权分置改革
2006年7月29日，公司公布股权分置改革方案，拟由公司向流通股股东每10股转增1股，同时非流通股股东向流通股股东每10股支付2股，该方案尚未获得股东大会通过。